# Жданов Олексій Степанович
Олексій Степанович Жданов (13 березня 1902 — 12 жовтня 1973) — радянський морський офіцер, контрадмірал.

## Біографія
Народився 13 березня 1902 року. У ВМФ СРСР з 1924 року. З 1925 року — червонофлотець Балтійського флотського екіпажу. В 1926 році закінчив школу підводного плавання, член ВКП(б) з 1927 року.
До 1930 року був учнем торпедистом, червонофлотецем-торпедистом, старшиною, головним старшиною. В 1933 році закінчив паралельні курси при Військово-морському училищі ім. Фрунзе. В 1933—1934 роках — командир БЧ-2-3 «Політпрацівник». В 1935 році закінчив мінний клас Спеціальних курсів командного складу і в 1935—1937 роках — флагманський мінер 2-го дивізіону 4-ї бригади підводних човнів Чорноморського флоту. В 1938 році закінчив курси командного складу Навчального загону підводного плавання і став працювати на посаді помічника командира ПЧ «А-5».
Учасник радянсько-німецької війни, капітан-лейтенант (згодом капітан 3, 2 рангу), командир ПЧ Л-5 «Чартист» (березень 1938 — 10 жовтня 1942), Л-6 «Карбонарій» (10 жовтня 1942 — 16 квітня 1943), командир 3-го дивізіону ПЧ ЧФ (1943—1945). Учасник 9 мінних постановок. Виконав дві безуспішні торпедні атаки (випущено 5 торпед).
Після закінчення війни в 1945—1946 роках — командир Окремого навчального дивізіону ПЧ, в 1946—1949 роках — командир 1-го дивізіону ПЧ ЧФ. В 1950 році закінчив академічні курси офіцерського складу при Військово-морській академії імені Ворошилова. В 1950—1951 роках — командир дивізіону підводних човнів, що будувалися і ремонтувалися, контрадмірал з 3 листопада 1951 року. В 1951—1953 роках — командир 151-ї бригади ПЧ, в 1953—1962 роках — старший уповноважений Постійної комісії державного приймання кораблів від промисловості.
З квітня 1962 року — в запасі. Помер 12 жовтня 1973 року. Похований на кладовищі Комунарів у Севастополі.

## Нагороди
Нагороджений орденом Леніна, чотирма орденами Червоного Прапора, орденом Ушакова 1-го ступеня, орденом Вітчизняної війни 1-го ступеня, медалями.